# Orbitalna resonanca
Orbitálna resonánca nastopi takrat, ko lahko obhodni dobi dveh nebesnih teles, ki krožita okoli skupnega osrednjega telesa, izrazimo kot razmerje dveh celih števil (primera: 1 : 2 in 3 : 2). Pri takšnem načinu kroženja se pojavi ponavljajoči se medsebojni gravitacijski vpliv. V daljšem obdobju se vplivi seštevajo in lahko pride do močnih sprememb v obliki tirnic (sprememba izsrednosti ali naklona tira).
Kadar sta dve telesi v orbitalni resonanci, lahko pride do motenj v gibanju ali do stabilizacije njunih tirnic. Ni še popolnoma jasno zakaj pride do tako različnih rezultatov pri resonančnem gibanju dveh teles.

## Stabilna orbitalna resonanca
Stabilna orbitalna resonanca se pojavi takrat, ko dve telesi z orbitalno resonanco med potjo nikoli ne prideta blizu drugo k drugemu. V takšni resonanci so Pluton in ostali plutini, ki so v resonanci 2 : 3 z Neptunom. Ta telesa imajo takšne tirnice, da nikoli ne pridejo v bližino Neptuna. Vsa telesa, ki niso bila v tej resonanci z Neptunom, so bila že v preteklosti izvržena iz sistema.
Tudi nekatera druga telesa iz Kuiperjevega pasu so v stabilni resonanci (1 : 2, 4 : 5,-) z Neptunom.
V glavnem asteroidnem pasu so skupine asteroidov v resonanci 3 : 2, 4 : 3 in 1 : 1 z Jupitrom.
Tudi vse Trojance lahko smatramo da so v stabilni resonanci (1 : 1) s planeti. 
Zunajosončeva planeta Gliese 876b in Gliese 876c sta tudi v resonanci 1 : 2.
O Laplaceovi resonanci govorimo takrat, ko so v orbitalni resonanci tri telesa. Primer: tri Jupitrove lune Ganimed, Evropa in Io so v resonanci 1 : 2 : 4.

## Nestabilna orbitalna resonanca
Nestabilna resonanca je za majhna telesa celo bolj verjetna kot resonanca, ki bi tirnice stabilizirala.
V asteroidnem pasu so vrzeli, kjer so bili asteroidi izvrženi iz svojih tirnic. Te vrzeli imenujemo Kirkwoodove vrzeli, nahajajo pa se na mestih z resonanco 3 : 1, 5 : 2, 7 : 3 in 2 : 1.
V Saturnovih obročih je Cassinijeva ločnica (vrzel med notranjim B obročem in zunanjim A obročem), ki je nastala kot posledica resonance 1 : 2 z luno Mimas.